# Clube Regatas Flamengo
Clube Regatas Flamengo é um clube de futebol brasileiro de Itajuípe, município do estado da Bahia. O nome do clube é atribuído à popularidade do carioca Clube de Regatas do Flamengo no Nordeste Brasileiro. Em 2002, a equipe disputou a final da Copa da Bahia contra o Vasco de Areias de Camaçari, realizando uma espécie de re-edição do Clássico dos Milhões do futebol carioca.